# 21561 Masterman
21561 Masterman este o planetă minoră (asteroid), cu un diametru de 7,065 km, din centura de asteroizi. A fost descoperită pe 28 august 1998 la Experimental Test Site⁠(d) de Lincoln Near-Earth Asteroid Research. 
Obiectul prezintă o orbită caracterizată de o semiaxă mare de 2,6836918 UAi, o excentricitate de 0,17, o înclinație de 13,96294 ° în raport cu ecliptica.